# Nahr el Bâred
Nahr el Bâred är ett vattendrag i Libanon. Det ligger i den norra delen av landet, 80 km nordost om huvudstaden Beirut.
Trakten runt Nahr el Bâred består till största delen av jordbruksmark. Runt Nahr el Bâred är det tätbefolkat, med 276 invånare per kvadratkilometer.